# Гамба (Габон)
Гамба  (фр. Gamba) — город в Габоне, расположен в провинции Огове-Маритим. Административный центр департамента Ндугу. 

## Общая характеристика
Город расположен на побережье Атлантического океана. В Гамбе имеется аэропорт.

## Демография
Население города по годам:
| 1993  | 2010   |
| ----- | ------ |
| 7 205 | 12 939 |